# EK Kavala BC
Il EK Kavala BC è una società cestistica avente sede a Kavala, in Grecia. Fondata nel 2003 come Panorama BC, nel 2008 si fuse con l'EK Kavala, assumendo la denominazione attuale. Gioca nel campionato greco.
Disputa le partite interne nel Kalamitsa Sports Center, che ha una capacità di 1.700 spettatori.

## Palmarès
- A2 Basket League: 1

2014-2015